# Liste der Herrscher namens Georg
Georg hießen folgende Herrscher:

## Georg
- Georg Komnenos (Trapezunt), Kaiser von Trapezunt (1266–1280)
- Georg von Podiebrad, König von Böhmen (1458–1471)
- Georg (Sachsen), König (1902–1904)
  - Georg (Mecklenburg), Großherzog von Mecklenburg-Strelitz (1816–1860)
  - Georg (Bayern), der Reiche, Herzog von Bayern-Landshut (1479–1503)
  - Georg (Pfalz-Simmern), Herzog (1559–1569)
  - Georg (Braunschweig-Calenberg), Herzog (1636–1641)
  - Georg (Sachsen-Altenburg), Herzog (1848–1853)
    - Georg (Schaumburg-Lippe), Fürst (1893–1911)
    - Georg (Meißen), Markgraf von Osterland und Landsberg (1380–1401)
    - Georg (Brandenburg-Ansbach-Kulmbach), der Fromme, Markgraf (1515–1543)
- Georg (Wied), Graf (1197–1219)

## Georg I.
- Georg I. (Bulgarien), Zar (1280–1292)
  - Georg I. (Georgien), König (1014–1027)
  - Georg I. (Westgeorgien), König (1389–1395)
  - Georg I. (Großbritannien), König von Großbritannien und von Irland (1714–1727)
  - Georg I. (Griechenland), König (1863–1913)
    - Georg I. (Brieg) (auch: Georg I. von Liegnitz und Brieg; * 1481/1483; † 1521), Herzog von Liegnitz und Brieg
    - Georg I. (Münsterberg-Oels), Herzog (1498–1502)
    - Georg I. (Pommern), Herzog (1523–1531)
    - Georg I. (Sachsen-Meiningen), Herzog (1782–1803)
      - Georg I. (Waldeck-Pyrmont), Fürst (1812–1813)
        - Georg I. (Württemberg-Mömpelgard), Graf (1526–1534, 1553–1558)
        - Georg I. (Hessen-Darmstadt), Landgraf (1567–1596)
        - Georg I. Rákóczi, Fürst von Siebenbürgen (1630–1648)
        - Georg I. (Ortenburg), Reichsgraf (1395–1422)

- Georg I. (Kachetien) ist: Georg VIII. (Georgien)

## Georg II.
- Georg II. (Bulgarien), Zar (1322–1323)
  - Georg II. (Georgien), König (1072–1089)
  - Georg II. (Kachetien), der Böse, König (1511–1513)
  - Georg II. (Westgeorgien), König (1565–1585)
  - Georg II. (Großbritannien), König von Großbritannien und von Irland (1727–1760)
  - Georg II. (Griechenland), König (1923–1947)
    - Georg II. (Brieg), Herzog (1547–1586)
    - Georg II. (Pommern), Herzog von Pommern-Rügenwalde (1606–1617)
    - Georg II. (Hessen-Darmstadt), Landgraf (1626–1661)
    - Georg II. (Württemberg-Mömpelgard), Herzog (1662–1699)
    - Georg II. (Münsterberg-Oels), Herzog (1536–1542)
    - Georg II. (Sachsen-Meiningen), Herzog (1866–1914)
      - Georg II. (Ortenburg), Reichsgraf (1460–1488)
      - Georg II. zu Castell, Graf (1546–1597)
      - Georg II. Rákóczi, Fürst von Siebenbürgen (1648–1657)
      - Georg II. (Waldeck-Pyrmont), Fürst (1813–1845)

## Georg III./...
- Georg III. (Georgien), König (1156–1184)
- Georg III. (Westgeorgien), König (1605–1639)
- Georg III. (Vereinigtes Königreich), König von Großbritannien und von Irland (1760–1820)
- Georg III. (Anhalt-Dessau), Fürst von Anhalt-Dessau (1530–1553)
- Georg III. (Hessen-Darmstadt), pargierter Landgraf von Hessen-Darmstadt-Itter (1661–1676)
- Georg III. (Leuchtenberg), Landgraf (1531–1555)
- Georg III. (Erbach), Graf zu Erbach und Breuberg (1548–1605)

- Georg IV. (Georgien), König (1213–1222)
- Georg IV. (Westgeorgien), König (1681–1683)
- Georg IV. (Vereinigtes Königreich), König (1820–1830)
- Georg IV. (Ortenburg), Reichsgraf (1603–1627)

- Georg V. (Georgien), der Strahlende, König (1314–1346)
- Georg V. (Westgeorgien), König (1696–1698)
- Georg V. (Hannover), König (1851–1866)
- Georg V. (Vereinigtes Königreich), König (1910–1936)

- Georg VI. (Georgien), der Kleine, König (1310–1314)
- Georg VI. (Westgeorgien), König (1702–1707)
- Georg VI. (Vereinigtes Königreich), König (1936–1952)

- Georg VII. (Georgien), König (1396–1407)
- Georg VII. (Westgeorgien), König (1707–1720)
- Georg VIII. (Georgien), König (1446–1465)
- Georg VIII. (Westgeorgien), König (1716)
- Georg IX. (Georgien), König (1525–1535)
- Georg IX. (Westgeorgien), König (1751)
- Georg X. (Georgien), König (1600–1605)
- Georg XI. (Georgien), König (1703–1709)
- Georg XII. (Georgien), König (1798–1801)

## Georg...
- Georg der Bärtige, Herzog von Sachsen (1500–1539)

- Georg Albert (Schwarzburg-Rudolstadt), Fürst (1869–1890)
- Georg Albrecht (Ostfriesland), Fürst (1708–1734)
- Georg Albrecht I. (Erbach), Graf (1618–1647)
- Georg Albrecht II. (Erbach-Fürstenau), Graf (1647–1717)
- Georg Albrecht III. (Erbach-Fürstenau), Graf (1736–1778)
- Georg August (Erbach-Schönberg), Graf (1717–1758)

- Georg Christian (Ostfriesland), Fürst (1660–1665)
- Georg Christian (Hessen-Homburg), Landgraf (1669–1671)

- Georg Ernst (Erbach-Wildenstein), Graf (1647–1669)
- Georg Friedrich (Erbach-Breuburg), Graf (1647–1653)
- Georg Friedrich (Brandenburg), Herzog und Mitregent (1578–1603) ist: Georg Friedrich I. (Brandenburg-Ansbach-Kulmbach)
  - Georg Friedrich (Waldeck-Eisenberg), Fürst (1682–1692)
    - Georg Friedrich (Baden-Durlach), Markgraf (1577–1622)
    - Georg Friedrich I. (Brandenburg-Ansbach-Kulmbach), Markgraf (1543–1603)
    - Georg Friedrich II. (Brandenburg-Ansbach), Markgraf (1692–1703)
- Georg Friedrich Karl (Brandenburg-Bayreuth), Markgraf (1726–1735)

- Georg Gustav (Pfalz-Veldenz), Graf (1592–1634)
- Georg Johann I. (Pfalz-Veldenz), Graf (1566–1592)
- Georg Johann II. (Pfalz-Veldenz), Graf (1634–1654)
- Georg IV. Ludwig (Leuchtenberg), Landgraf (1567–1613)
- Georg Ludwig I. (Erbach-Erbach), Graf (1647–1693)
- Georg Ludwig II. (Erbach-Schönberg), Graf (1758–1777)
- Georg Philipp (Ortenburg), Reichsgraf (1684–1702)
- Georg Reinhard (Ortenburg), Reichsgraf (1658–1666)
- Georg Rudolf (Liegnitz), Herzog (1602–1653)
- Georg Viktor (Waldeck-Pyrmont), Fürst (1845–1893)
- Georg Wilhelm (Pfalz-Zweibrücken-Birkenfeld), Pfalzgraf und Herzog (1591–1669)
- Georg Wilhelm (Braunschweig-Lüneburg), Herzog (1648–1705)
  - Georg Wilhelm (Schaumburg-Lippe), Fürst (1807–1860)
    - Georg Wilhelm (Brandenburg), Markgraf und Kurfürst (1619–1640)
    - Georg Wilhelm (Brandenburg-Bayreuth), Markgraf (1712–1726)
    - Georg Wilhelm (Erbach-Erbach), Graf (1731–1757)
- Georg Wilhelm I. (Liegnitz-Brieg-Wohlau), Herzog (1672–1675)

- Georg Alexander Herzog zu Mecklenburg (1921–1996), Chef des Hauses Mecklenburg-Strelitz
- Georg Herzog zu Mecklenburg (1899–1963), deutscher Adliger

- Georg Graf Zrinski, Bane von Kroatien (1622–1626)

- Đorđe Petrović, Schwarzer Georg, serbischer Fürst (1804–1813)

## Kirchliche Herrscher
- Georg I. (Patriarch), von Konstantinopel (679–686)
- Georg II. (Patriarch), von Konstantinopel (1191–1198)
- Georg von Egmond, Graf und Bischof von Utrecht (1534–1559)
- Georg II. Albrecht, Abt im Kloster Füssen (1956–1960)
- Georg von Tessing (auch Tessinger, Tässinger, Taffinger, † 1541), als Georg III. Bischof von Seckau
- Ignatius Georg V., Georg V. von Antiochia (1874–1891)
- Georg von Hohenlohe (* um 1350; † 1423), von 1390 bis 1423 Fürstbischof im Bistum Passau und von 1418 bis 1423 Administrator des Erzbistums Gran
- Georg von Pappenheim († 1563), Bischof von Regensburg und Fürstbischof des Hochstiftes Regensburg von 1548 bis 1563
- Georg von Stubai († 1443; auch Georg von Brixen), Fürstbischof der Diözese Brixen
- Georg Überacker († 1477), als Georg II. Bischof von Seckau
- Georg von Braunschweig-Wolfenbüttel (1494–1566), letzter katholischer Erzbischof von Bremen und Bischof von Verden

## Nichtregenten
- Georg Aribert von Anhalt-Dessau, Fürst (1632–1643)
- Georg Donatus von Hessen, Großherzog (1937)
- Georg Friedrich Prinz von Preußen, Chef des Hauses (seit 1994)
- Georg von Dänemark und Norwegen
- Georg III. von Ortenburg